# Sheena Tosta
Sheena Johnson-Tosta (Camden, 1º ottobre 1982) è un'ex ostacolista statunitense, medaglia d'argento nei 400 metri ostacoli ai Giochi olimpici di Pechino 2008.

## Palmarès
| Anno | Manifestazione      | Sede           | Evento   | Risultato  | Prestazione | Note |
| ---- | ------------------- | -------------- | -------- | ---------- | ----------- | ---- |
| 1998 | Mondiali juniores   | Annecy         | 400 m hs | Batteria   | 1'03"92     |      |
| 2004 | Giochi olimpici     | Atene          | 400 m hs | 4ª         | 53"83       |      |
| 2007 | Giochi panamericani | Rio de Janeiro | 400 m hs | Oro        | 54"64       |      |
| 2007 | Mondiali            | Osaka          | 400 m hs | Semifinale | 54"55       |      |
| 2008 | Giochi olimpici     | Pechino        | 400 m hs | Argento    | 53"70       |      |
| 2009 | Mondiali            | Berlino        | 400 m hs | Semifinale | 56"31       |      |

## Altre competizioni internazionali
2006
- 8ª alla World Athletics Final ( Stoccarda), 400 m hs - 57"61

2008
- 5ª alla World Athletics Final ( Stoccarda), 400 m hs - 55"33

2009
- 6ª alla World Athletics Final ( Salonicco), 400 m hs - 55"31